# Санта Ана (Аржентина)
Вижте пояснителната страница за други значения на Санта Ана.
„Санта Ана“ (на испански: Misión jesuítica de Santa Ana) е мисия на йезуитите на територията на съвременна Аржентина, в провинция Мисионес.
Мисията е основана през 1633 г., като една от 30 мисии на йезуитите в земите на индианците гуарани на територията на съвременните Аржентина, Парагвай и Бразилия.
Тя е изоставена, когато йезуитите са изгонени от всички области на короната на Испания, включително и тези от чужбина през 1767 година.
През 1983 г. руините на мисията „Санта Ана“, заедно с още четири подобни паметника: мисиите Сан Игнасио Мини, Нуестра Сеньора де Лорето и Санта Мария ла Майор в Аржентина и мисията Сау Мигел дас Мисойнс в Бразилия са включени в Списъка на обектите на световното културно и природно наследство на ЮНЕСКО.